# Björn Landberg

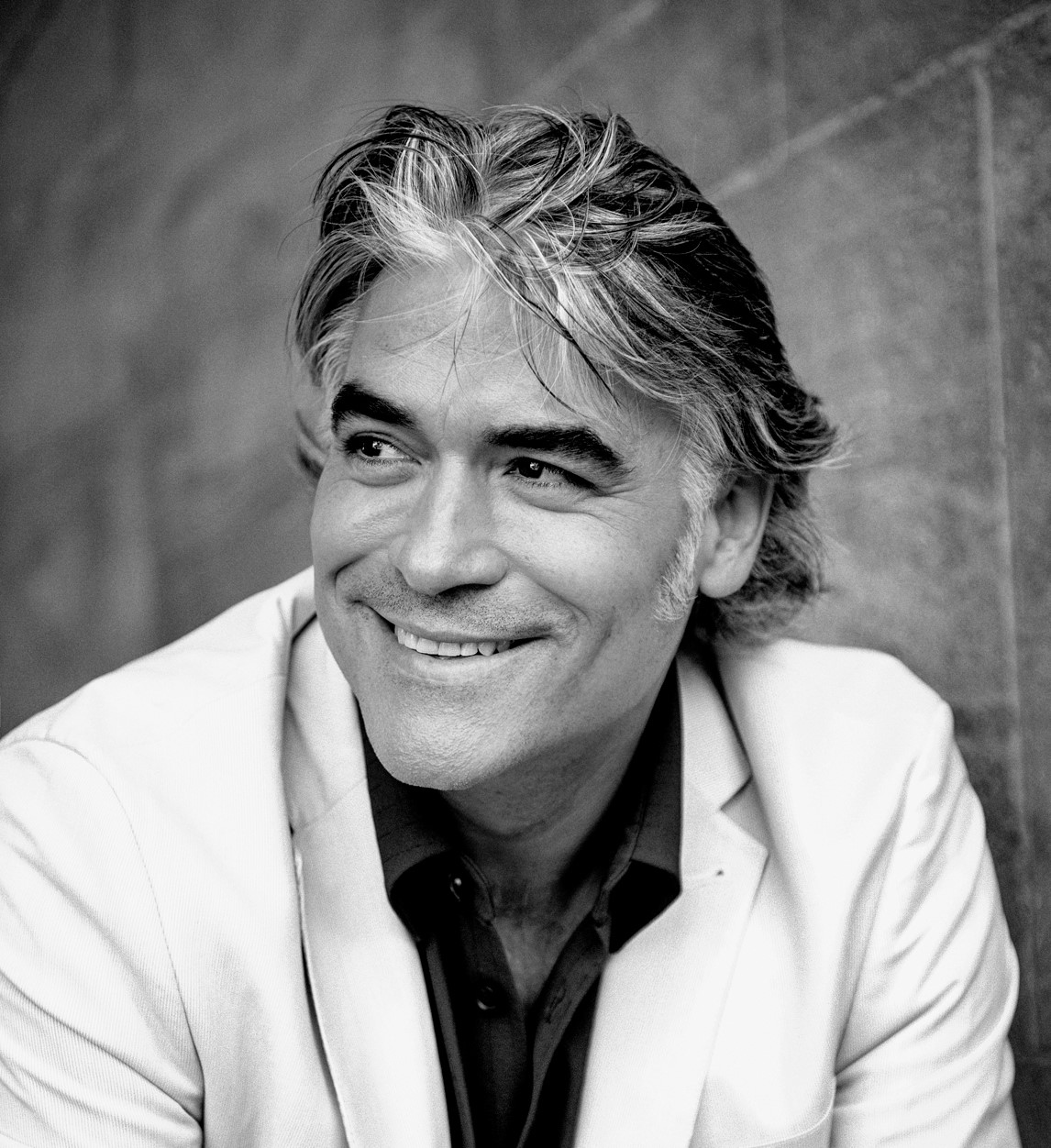
Björn Landberg (2020)

Björn Landberg, bürgerlich Kevin Björn Wolfgang Kraus (* 21. Januar 1980 in West-Berlin), ist ein deutscher Synchronsprecher, Schauspieler, Musicalsänger, Schlager- und Popsänger.

## Leben
Kevin Kraus wurde als Sohn einer Lehrerin in Berlin-Reinickendorf geboren und legte 1999 das Abitur am Humboldt-Gymnasium ab. In seiner Kindheit erhielt er Klavier-, Gitarre- und Gesangsstunden. Sein Vater spielte früher in einer Rockband. Nach seinem Wehrdienst lernte Kraus über den Rennfahrer Kutte Klein den Songwriter Norbert Hammerschmidt kennen, wurde vom Musikverlag Warner/Chappell Music entdeckt und nahm professionellen Gesangsunterricht. Er studierte Schauspiel und Gesang 2003/04 beim International Network of Actors in Berlin und 2004/05 am Lee Strasberg Theatre Institute in New York City. Parallel absolvierte er 2004/05 in den Vereinigten Staaten bei J. Allen Suddeth eine Bühnenkampfausbildung.
2001 nahm er unter seinem Vornamen Kevin mit dem Titel Playin’ on my mind beim deutschen Vorentscheid zum Grand Prix Eurovision de la Chanson in Hannover teil, wo er Platz 11 belegte.

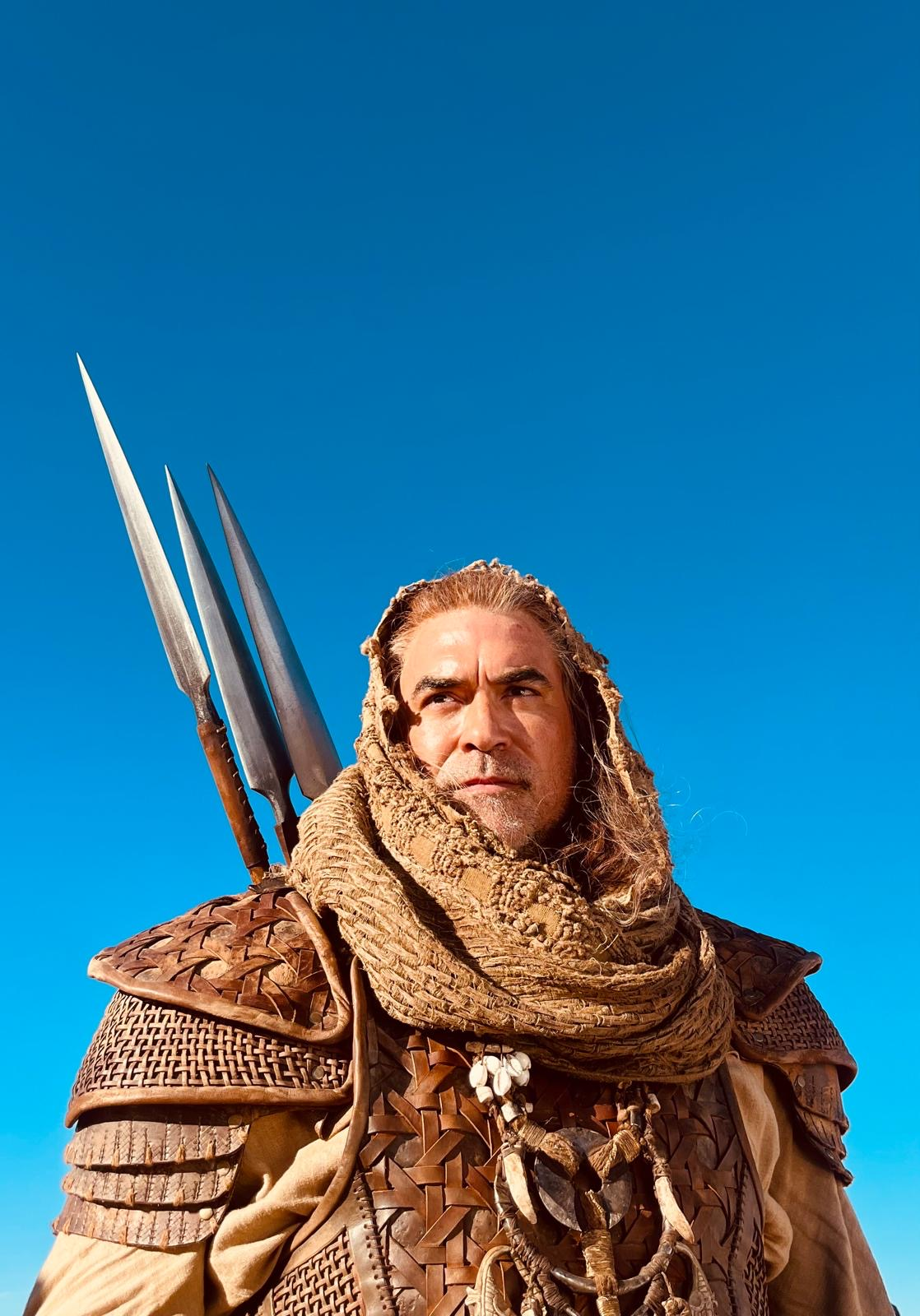
Björn Landberg als Rhuarc in „Das Rad der Zeit“ 2025

Von 2005 bis 2007 spielte er am Metronom Theater in Oberhausen und 2007 am Berliner Theater am Potsdamer Platz die Rolle des Gaston in Die Schöne und das Biest (Regie: Glenn Casale). Im Musical Tarzan sang er von 2009 bis 2011 am Theater Neue Flora in Hamburg die Rolle des Silberrückens „Kerchak“ (Regie: Jeff Lee).
Kraus übernahm zahlreiche Sprechrollen in Film- und Fernsehproduktionen. Als Darsteller war er auch in Fernsehreihen zu sehen. Er ist Mitglied im Bundesverband Schauspiel und im InteressenVerband Synchronschauspieler.
Seit April 2021 produziert er den „Einschlafpodcast“ Bett am Strand – Einschlafen zu Reisegeschichten. Ein weiterer Podcast ist Mutter Natur – Naturmomente zum Entspannen und Einschlafen.
Anfang 2025 wurde Björn Landberg Teil der 3. Staffel von «The Wheel of Time» auf Prime Video (MGM/Amazon Prime Serie). Er spielt Rhuarc, den Clan-Chef der Taardad Aiel.

## Filmografie (Auswahl)
- 2008: SOKO Wismar – Kapitän Olsen [NR]
- 2015–2016: In Gefahr – Kommissar Felber [HR]
- 2021: Unter uns – Danny Oschmann [NR]
- 2025: Das Rad der Zeit (The Wheel of Time) – Rhuarc [NR]

## Synchronisation (Auswahl)
- Malcolm Barrett (als Seth Reed) in The Boys; (als Andy) in Just Beyond; (als F.J. Hoover) in Preacher
- Daniel Sunjata (als Robert Renway) in The Company You Keep; (als Mecca) in Power Book II: Ghost

### Serien
- Adam Copeland (als Kjetil Flachnase) in Vikings
- Josh Stamberg (als Sam Rothberg) in Fleishman Is in Trouble
- Brett Tucker (als Ben Carrington) in Der Denver-Clan
- Claes Bang (als der Dekan) in The Outlaws
- Esai Morales (als Del / Camino del Rio) in Ozark
- Victor Webster (als Mike Bolinski) in Workin’ Moms
- Greg Wise (als Alfred Miller) in Strange Angel
- Peter Keleghan (als Terrence Meyers) in Murdoch Mysteries
- Juan Javier Cardenas (als Lew Nez) in Damnation
- Esben Dalgaard Andersen (als Grot) in Tinka und die Königsspiele
- Michael Higgs (als George Selby) in Agatha Raisin
- Patrick Robinson (als Pater Benedict) in The Last Kingdom
- Method Man (als Sam Christian) in Godfather of Harlem
- Jon De Leon (als Dennis Garcia) in Coroner – Fachgebiet Mord
- Demetrius Grosse (als Det. Kevin Wolfe) in The Rookie
- Damon Gupton (als Dennis Luken) in Dirty John
- Common (als Rafiq) in The Chi
- Joel McHale (als Chris) in Santa Clarita Diet
- LaMonica Garrett (als Blair Ellis) in Bones – Die Knochenjägerin
- LaMonica Garrett (als Chopper) in Xoxo
- Peter Stormare (als ‘Godbrand’) in Castlevania
- Hoon Lee (als Dr. Park) in Outcast
- Jocko Sims (als Robert) in Masters of Sex
- Chris Boykin (als Sean Fredricks) in Boss

### Filme
- Ashraf Farah (als Jalal Sabbagh) in Mediterranean Fever
- Engin Altan Düzyatan (als Mehmet Mahir) in Die Geige meines Vaters
- Benjamin Bratt (als ‘Ernesto de la Cruz (Gesang)) in Coco
- Omar Sy (als Lucas ‘Luke’ Bishop/Bishop) in X-Men: Zukunft ist Vergangenheit
- Andy Garcia (als Tommy Bahama) in Barb and Star go to Vista del Mar
- Anthony Michael Hall (als Greg Pulver) in War Machine
- Jay Hernandez (als Sheriff Rodriguez) in Bright
- Bokeem Woodbine (als Myron) in Awol-72

### Animationsfilme
- Claudius in Überflieger – Das Geheimnis des großen Juwels
- Walter in Mü-Mo das Müllmobil
- Bruno in Die Familie – Mama Fuchs & Papa Dachs
- Tetsujin in Samurai Rabbit
- Batou in Ghost in the Shell: SAC 2045
- König Bosse in Ranking of Kings
- Stuck Chuck in Kid Cosmic
- Thorgil in Vinland Saga
- Glargg in Astro-Küken im All

### Komponisten, Texter und Produzenten
Bernd Meinunger, Norbert Hammerschmidt, Walter Wessely, Alexander Scholz, Carsten Schabosky, Willy Klüter, Edith Jeske, Hannes Marold, Franko Gerhard Ferraro, Andre Franke, Werner Eickhoff, Jörg Lüdemann, Holger Quak, Antje Sommerfeld

## Diskografie (Auswahl)

### Alben
- 2015: Bjørn Landberg (Electrola)
- 2017: Herztöne (Atresus Music)
- 2020: Herztöne 2 (Atresus Music)

### EP
- 2023: Timeless Melodies (Atresus Music)

### Singles
- 2001: Playing On My Mind (als Kevin; Eastwest Records; erschienen auf mehreren Kompilationen)
- 2009: Schade dass ich kein Italienisch kann (als Kevin Kraus; Promo-Single; Cariblue)
- 2010: Bring dein Gefühl auf die Bank (als Kevin Kraus; Promo-Single; Cariblue)
- 2015: Ich hol dich hier raus (Bjørn Landberg)
- 2015: Weihnacht, White Christmas, Träum mit mir (Electrola)
- 2015: Unbesiegbar (Bjørn Landberg)
- 2015: Liebe bleibt (Bjørn Landberg)
- 2015: Wir haben geliebt (Bjørn Landberg)
- 2015: Ich lass dich so nicht gehen (Bjørn Landberg)
- 2017: Es wird ein wunderbares Jahr (Herztöne)
- 2017: Wenn es am schönsten ist (Herztöne)
- 2017: Sag mir doch die Wahrheit (Herztöne)
- 2018: Ein Bett aus Rosen (Herztöne)
- 2018: Jetzt sofort und für immer (Herztöne 2)
- 2018: Wenn das Licht der Liebe brennt & Die Kraft der Erde (Atresus Music)
- 2019: Ich weiß jetzt endlich wie das geht (Herztöne)
- 2019: Mein Traum vom Glück (Herztöne)
- 2019: Lehn dich an mich an (Herztöne)
- 2020: Gott sei Dank gibt es Dich (Herztöne 2)
- 2020: Maßlos (Herztöne 2)
- 2021: So unzertrennlich stark (Herztöne 2)
- 2021: Flirten wie früher (Herztöne 2)
- 2022: Die eine Liebe (Herztöne 2)
- 2022: You’ll Never Walk Alone (Timeless Melodies)
- 2022: Weil ich dich liebe (Herztöne 2)
- 2022: Dann träumen wir diesen Traum
- 2023: Zieh endlich aus (Herztöne 2)
- 2023: Hier bin ich zuhaus (Herztöne 2)
- 2023: Ganz nah bei dir
- 2024: Ich lieb dich mehr als mich
- 2024: Wer sagt dass ich dich will
- 2024: Komm süßer Schmerz